# Rohrbach, Bern
För andra betydelser, se Rohrbach.
Rohrbach är en ort och kommun i distriktet Oberaargau i kantonen Bern, Schweiz. Kommunen har 1 568 invånare (2023).